# Curtiss XF14C
Le Curtiss XF14C était un prototype d'avion de chasse embarqué. Il a été développé aux États-Unis par Curtiss-Wright Corporation durant la Seconde Guerre mondiale, en réponse à une demande de la marine américaine pour doter ses porte-avions de chasseurs à hautes performances.

## Variantes
- XF14C
- XF14C-1
- XF14C-2
- XF14C-3